# Salminus brasiliensis

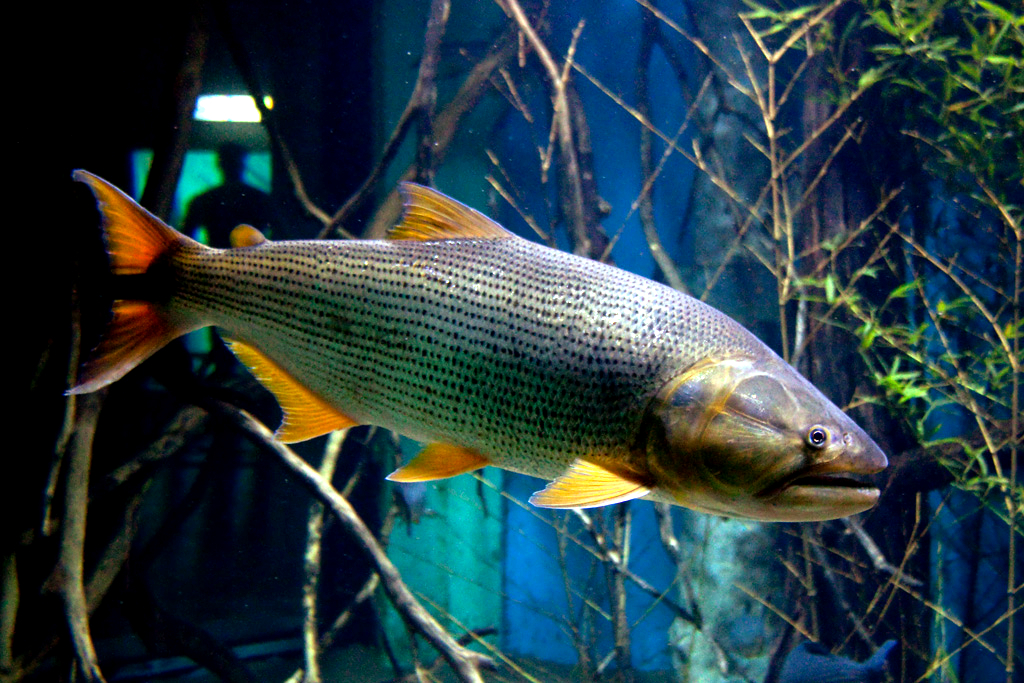
Một con cá Dorado vàng

Cá Dorado vàng (Danh pháp khoa học: Salminus brasiliensis) còn được gọi là cá Dorado, cọp sông là một loài cá nước ngọt thuộc nhóm cá ăn thịt cỡ lớn trong họ cá hoàng đế Characidae thuộc bộ cá chép mỡ Characiformes phân bố ở vùng trung tâm và đông nam Trung Mỹ. Mặc dù có pháp danh Salminus trong tên của nó, nhưng cá Dorado không liên quan đến bất kỳ loài cá hồi nào cũng không phải là cá nước mặn. Đây là loài cá rất phổ biến trong số những người câu cá giải trí. Tên gọi "Dorado" bắt nguồn từ huyền thoại El Dorado (thành phố vàng truyền thuyết) từ tiếng Bồ Đào Nha dourado có nghĩa là "vàng" và được chỉ về chúng cho cá do màu sắc của nó phản chiếu ánh vàng.

## Phân bố
Cá Dorado vàng có nguồn gốc ở các môi trường nước ngọt ở Nam Brazil, Paraguay, Uruguay, Bolivia và phía bắc Argentina. Ở đây, nó sống ở vùng Paraguay (gồm cả Pantanal), Paraná, Uruguay, Chapare, Mamoré và sông Guaporé, và hệ thống thoát nước của Lagoa dos Patos.
Ngoài phạm vi tự nhiên của nó, dorado vàng đã được du nhập đến một số lưu vực sông đông nam của Braxin, đặc biệt là Doce, Paraíba do Sul, Iguazu và Guaraguaçu. Các lưu vực sông Nam Mỹ khác có chứa các họ hàng của loài này: Salminus franciscanus ở lưu vực São Francisco, Salminus hilarii ở các lưu vực sông Paraná, Amazon và Orinoco, và Salminus affinis ở các lưu vực Santiago và Magdalena ở Ecuador và Colombia. 

## Mô tả
Cá Dorado vàng có cái đầu lớn, có hàm răng đầy răng sắc nhọn. Những con cá trưởng thành có màu hoàng kim, nhưng những cái còn lại bạc lợt hơn. Nó đạt đến độ trưởng thành khoảng 37 cm (15 in). Kích thước trung bình của cá Dorado vàng là khoảng 3–10 kg (6.6-22.0 lb). Kích thước ghi nhận lớn nhất là 1,3 m (51 in) chiều dài và trọng lượng 34 kg (75 lb). Con cái lớn đáng kể so với con đực. Đây là loài cá nước ngọt có kích thước lớn nhất ở lưu vực sông Río de la Plata
Cá Dorado vàng thường thích nhiệt độ nước từ 20 đến 28 °C (68-82 °F). Nó di cư để đáp ứng với nhiệt độ, mùa và các nguồn thực phẩm, và di chuyển ngược dòng, thường khoảng 400 km (250 dặm) để sinh sản vào mùa xuân và mùa hè. Nó thường là một loài đơn độc, nhưng di cư theo nhóm. Các con cái đạt được trưởng thành khi 4-5 tuổi và có thể chứa đến 2 triệu quả trứng được phóng ra gần mặt nước. Cá Dorados vàng có thể đạt đến độ tuổi hơn 15 năm.

## Tập tính ăn

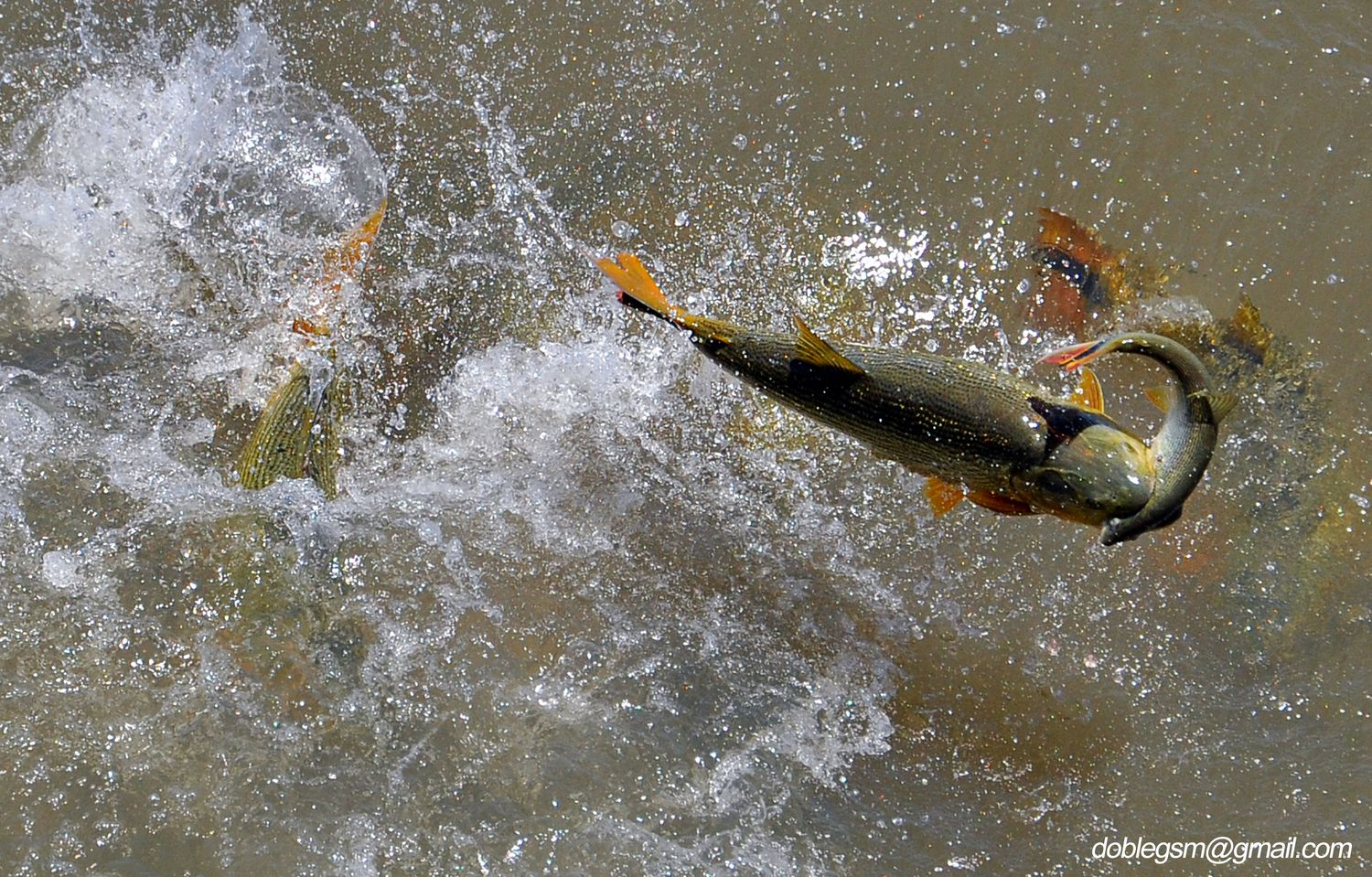
Cá Dorado đang đớp mồi

Cá Dorado vàng là loài ăn thịt bậc cao trong môi trường sống nước ngọt của nó. Chúng chủ yếu ăn cá, ăn nhiều loại cá nhỏ, nhưng cũng đã được ghi nhận là ăn côn trùng, động vật giáp xác và động vật có xương sống nhỏ (ví dụ loài gặm nhấm, thằn lằn và chim). Một trong những con mồi ưa thích của cá dorado trưởng thành là Prochilodus lineatus. Trong giai đoạn ấu trùng, dorados vàng ăn sinh vật phù du. Khi chúng lớn lên, chúng chuyển sang côn trùng và cá nhỏ. Với chiều dài đến 30 cm (12 inch), những con non là những con mồi hung hăng của Brycon hilarii có hình dạng và màu sắc chung chung,

## Tình trạng
Cá Dorado vàng đã giảm vì đánh bắt quá mức và đập ngăn cản sự di cư của nó. Nó được liệt kê là một loài bị đe dọa ở Rio Grande do Sul ở Braxin và ở Paraguay và lệnh cấm đánh bắt cá năm năm đã có hiệu lực. Ngược lại, Dorado vàng đã được đưa ra để đánh bắt cho một số con sông bên ngoài phạm vi tự nhiên của nó Là một loài ăn thịt lớn, nó là một mối đe dọa nghiêm trọng đối với cá bản địa ở những con sông này.
Từ những năm 2000 trở đi, Dorado ngày càng được công nhận là một loài đánh bắt cá. Hành vi hung hăng của nó và sáng kiến dùng ruồi như một kẻ săn mồi tích cực, kết hợp với năng lượng chiến đấu tuyệt vời, thường xuyên đi không bay trong nỗ lực để tự giải phóng khỏi móc, làm cho loài này là một cá câu thể thao thật sự. Nói chung đây là một loài cá thể thao được ưa thích.